# Laimosemion tecminae
Laimosemion tecminae es un pez de agua dulce la familia de los rivulines en el orden de los ciprinodontiformes.

## Morfología
De cuerpo alargado, los machos pueden alcanzar los 5,5 cm de longitud máxima.

## Distribución geográfica
Se encuentran en ríos de América del Sur, en la cuenca fluvial del río Orinoco en Venezuela.

## Hábitat
Viven en pequeños cursos de agua de clima tropical, de comportamiento bentopelágico y no migrador.
No es un pez estacional. Es difícil de mantener cautivo en acuario.